# Hipólito Irigoyen
Juan Hipólito del Sagrado Corazón de Jesús Irigoyen Alem (španjolski izgovor: /ipolito iɾiɣoʝen/; 12. srpnja 1852. – 3. srpnja 1933.), poznat i pod prezimenom Yrigoyen zbog promjene u pravopisu španjolskog jezika, bio je argentinski političar i predsjednik.
Za predsjednika Argentine izabran je dva puta (1916. – 1922., i opet 1928. – 1930.). Njegov aktivizam je bio poticaj za stjecanje sveopćeg (muškog) prava glasa u Argentini 1912. godine. Poznat kao „otac siromašnih”, Irigoyen je predsjedavao porastu životnog standarda argentinske radničke klase zajedno s provedbom brojnih progresivnih društvenih reformi, uključujući poboljšanja uvjeta rada u tvornicama, regulaciju radnog vremena, obveznu mirovinu i uvođenje javnog obrazovnog sustava dostupnog puku.

## Ranije djelovanje
Irigoyen je rođen u Buenos Airesu i bio je treće dijete Martína Yrigoyena i Marceline Alem. Prema istraživanju Roberta Etchepareborde, njegovo izvorno prezime je, za razliku od Bernarda de Irigoyena, bilo „Hirigoyen”, što na baskijskom jeziku znači „visoki grad”. U narječju Francuske Baskije, slovo <h> se izgovara kao i u hrvatskom jeziku, dok se u narječju Španjolske Baskije uopće ne izgovara. Temeljem toga, da se zaključiti da prezime Hirigoyen vjerojatno potječe iz Francuske, dok su varijante Yrigoyen i Irigoyen podrijetlom iz Španjolske. Prije uplitanja u politiku radio je kao učitelj, a godine 1891. suosnovao je Radikalnu građansku uniju (Unión Civica Radical) zajedno sa svojim stricem, Leandrom Alemom. Irigoyen je bio poznat kao „el peludo” (hrv. „dlakavi oklopnik”) zbog svoga introvertirana karaktera i izbjegavanju pojavljivanja u javnosti. Nakon Alemovog samoubojstva 1896. godine, Hipólito Irigoyen je preuzeo samostalno vodstvo Radikalne građanske unije. Unija je usvojila politiku nepopustljivosti, tj. potpuno protivljenje režimu poznatom kao „Ugovor”.[nedostaje izvor] Osnovan uz pomoć izborne prijevare, taj je režim bio dogovor između političkih stranaka tog doba za izmjenično preuzimanje vlasti.
Radikalna građanska unija je započela oružani ustanak 1893. godine te ponovo 1905. godine. Irigoyen je, međutim, kasnije usvojio politiku nenasilja, težeći umjesto toga strategiji „revolucionarne suzdržanosti”. Vođen time, podržavao je potpuni bojkot svih birališta do 1912. godine kada je predsjednik Roque Sáenz Peña bio prisiljen usvojiti tzv. Sáenz Peña zakon kojim je osigurano tajno, sveopće i obvezno muško pravo glasa na nacionalnim izborima, no ne i pokrajinskim te lokalnim.

## Prvi predsjednički mandat (1916. – 1922.)
Irigoyen je s 45 % glasova izabran za predsjednika Argentine 1916. godine. Često se, međutim, našao vezanih ruku budući da su Senat imenovala pokrajinska zakonodavna tijela, od kojih je većina bila pod kontrolom oporbe. Irigoyen je nekoliko puta posegnuo za saveznom intervencijom u provincijama proglašavanjem izvanrednog stanja, uklanjanjem guvernera i produbljivanjem sukoba između svojih političkih pristaša (poznatih kao „personalistas”, neizravno sugerirajući da su kult ličnosti) i protuirigoyenovskih pristaša poznatih kao „anti-personalistas”.
Irigoyen je svejedno bio popularan među srednjom i radničkom klasom, članovi kojih su se po prvi put osjećali integriranima u politički proces, jer je argentinsko gospodarstvo napredovalo pod njegovim vodstvom. Irigoyen je također očuvao neutralnost Argentine u Prvom svjetskom ratu, što se ispostavilo kao blagodat zbog viših inozemnih cijena argentinske govedine i otvaranja mnogih novih tržišta za argentinske izvozne proizvode poput mesa i žitarica. Irigoyen je također promovirao energetsku neovisnost zemalja, a dobio je i podršku Kongresa za osnivanje naftne tvrtke YPF pod državnim vlasništvom. Za prvog direktora tvrtke imenovao je generala Enriquea Mosconija, najistaknutijeg zagovornika industrijalizacije tog doba u argentinskoj vojsci. Velikodušni krediti i subvencije počeli su se davati i malim poljoprivrednicima, a Irigoyen je odlučio o sporu oko plaća u korist sindikata.[koja stranica?]
Nakon četiri godine recesije uzrokovane nestašicom kredita i potrošnog materijala zbog rata, argentinska ekonomija je doživjela značajan gospodarski rast, porastavši preko 40 % u razdoblju između 1917. i 1922. godine. Argentina je tada bila poznata kao „žitnica svijeta”, a bruto domaći proizvod po stanovniku bio joj je među najvišima na svijetu . Iriyogen je također proširio birokraciju i povećao javnu potrošnju kako bi podržao svoje urbane birače nakon ekonomske krize 1919. godine, iako je porast životnog standarda u urbanim sredinama došao pod cijenu porasta inflacije, što je negativno utjecalo na izvoznu ekonomiju.  Kako mu je ustav Argentine zabranjivao reizbor, Yrigoyena je naslijedio Marcelo Torcuato de Alvear.

## Drugi predsjednički mandat (1928. – 1930.)
Istekom Alvearova mandata 1928. godine, Irigoyen je apsolutnom većinom, osvojivši 57 % glasova, po drugi put bio izabran za predsjednika. U prosincu iste godine Argentinu je posjetio novoizabrani predsjednik SAD-a Herbert Hoover, susrevši se s Irigoyenom glede trgovine i tarifa. Radikalni anarhisti pokušali su ubiti Hoovera postavljanjem bombe u blizini njegovog željezničkog vagona, ali miner je bio uhićen prije nego što je uspio detonirati bombu. Irigoyen je nakon toga ostao u pratnji Hoovera kao osobno jamstvo sigurnosti do Hooverovog odlaska iz države.
U kasnim sedamdesetim godinama svoga života, Irigoyen se našao okružen suradnicima koji su ograničavali njegov pristup novinama, skrivajući od njega stvarne učinke Velike depresije započele 1929. godine. Datuma 24. prosinca iste godine Irigoyen je preživio pokušaj atentata.
Fašistički i konzervativni sektori vojske otvoreno su pokušavali izazvati promjenu režima, kao i američka naftna tvrtka Standard Oil of New Jersey (danas Esso u sklopu ExxonMobila) koja se protivila Irigoyenovim pokušajima da zaustavi krijumčarenje nafte iz provincije Salta u Boliviju, kao i postojanju YPF-a. Dana 6. rujna 1930. godine Irigoyen je svrgnut u vojnom puču pod vodstvom generala Joséa Félixa Uriburua, prvom od usvajanja argentinskog ustava. Puč je najavio početak razdoblja u Argentinskoj povijesti poznatog kao Neslavno desetljeće.

## Kasniji život
Nakon svrgnuća, Irigoyen je stavljen u kućni pritvor i zatvoren nekoliko puta na otok Martín García. Umro je u Buenos Airesu 1933. godine, a pokopan je ondje na groblju La Recoleta.

## Vanjske poveznice
- Hipólito Irigoyen – Encyclopaedia Britannica